# Ghiacciaio Clarke (Terra di Marie Byrd)
Il ghiacciaio Clarke (in inglese Clarke Glacier) è un ghiacciaio ricco di crepacci e lungo circa 13 km, situato sulla costa di Ruppert, nella parte occidentale della Terra di Marie Byrd, in Antartide. Il ghiacciaio, il cui punto più alto si trova 143 m s.l.m., si trova in particolare nelle cime Coulter e da qui fluisce fino ad entrare nella baia di Hull.

## Storia
Il ghiacciaio Clarke è stato così battezzato nel 2003 dal Comitato consultivo dei nomi antartici in onore del geofisico statunitense Theodore S. Clarke, dell'Università del Wisconsin-Madison, autore, negli anni novanta, di numerose ricerche focalizzate sulla teoria e sull'analisi del movimento dei flussi di ghiaccio nell'Antartide Occidentale.